# Duques (Tanguá)

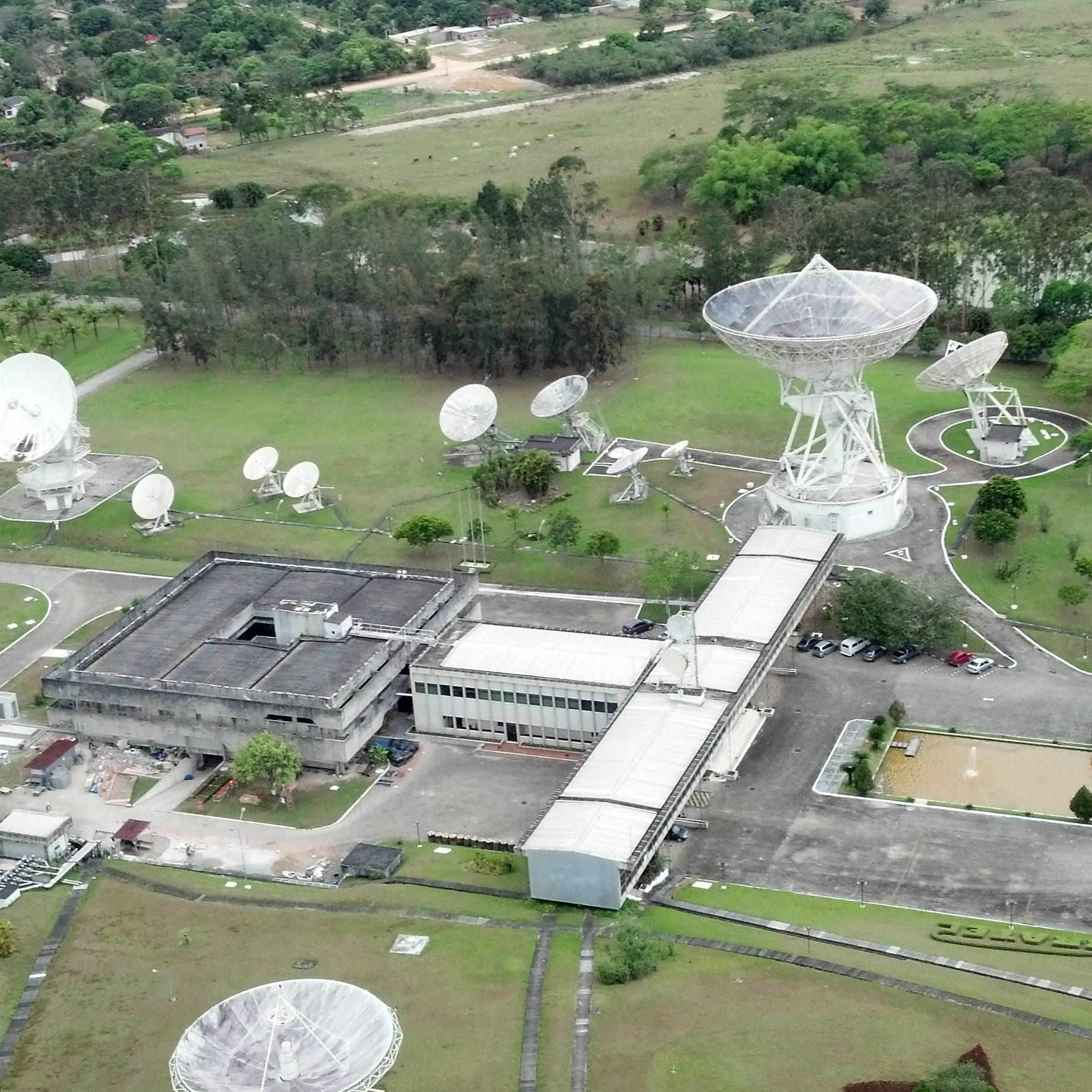
Estação Terrena de Tanguá da Embratel, em Duques.

Duques é um bairro do município brasileiro de Tanguá, no estado do Rio de Janeiro. Está localizado próximo ao limite com Itaboraí, entre os centros urbanos dos municípios de Itaboraí e Tanguá. Sua demarcação inicia-se um pouco após o viaduto de mesmo nome, localizado na BR-101 (Km 281 norte), e termina na localidade da Cancela Preta, entre os bairros Pinhão e Bandeirantes. É atravessado pelo Rio dos Duques.
O mais importante empreendimento da cidade de Tanguá, a Estação Terrena da Embratel, encontra-se no coração do bairro, que também possui entre suas atividades econômicas o comércio de mudas, dentre os quais destacam-se a Chácara São José e a Primavera Paisagismo, e o artesanato. Neste trecho da rodovia foram instaladas três grandes revendas de máquinas de terraplenagem, na esteira do desenvolvimento esperado pela instalação do Complexo Petroquímico do Rio de Janeiro (COMPERJ). 
A região, que entre as décadas de 1960 e 1980 era dominada pelo plantio extensivo de cana-de-açúcar e laranja, passou por grandes transformações  a medida que suas terras foram sendo destinadas ao loteamento para sítios de lazer. Esta nova ocupação transformou a paisagem, antes sem qualquer cobertura vegetal, em uma área de variada vegetação, com significativa recuperação da fauna e da flora da região.